# منيرة فخرو
منيرة بنت أحمد بن يوسف آل فخرو (مواليد 1941) بحرينية أكاديمية ترشحت عن طريق جمعية العمل الوطني الديمقراطي المعارضة في الانتخابات النيابية عن الدائرة الرابعة في المحافظة الوسطى عامي 2006 و2010.
فخرو أستاذة مشاركة في جامعة البحرين بعد أن حصلت على شهادة الدكتوراة في السياسة الاجتماعية والتخطيط والإدارة من جامعة كولومبيا حيث أنها عملت كباحث زائر منذ عام 1997 وأعدت أيضا بحوثا حول النوع الاجتماعي والمواطنة والمجتمع المدني في دول الخليج العربي في مركز دراسات الشرق الأوسط بجامعة هارفارد. نشرت أعمال عن سوق البحرين بما في ذلك القضايا المتعلقة بالمرأة والمجتمع المدني والديمقراطية. فخرو حاليا عضوة مجلس إدارة جمعية البحرين الأكاديمية والمجلس الأعلى للمرأة. كما أنها عضوة في المجلس الاستشاري لتقرير التنمية البشرية العربية للعام 2004.
خلال أحداث التسعينات كانت فخرو أحد الموقعين على العريضة الشعبية عام 1994 إلى أمير البلاد الشيخ عيسى بن سلمان آل خليفة تدعو إلى استعادة برلمان ودستور عام 1973. أعقب ذلك التماس آخر في عام 1995 الذي وقعه 350 من النساء تدعو إلى استعادة الديمقراطية ووضع حد للتعذيب. نتيجة لذلك طالبت حكومة البحرين باستقالتها أو إقالتها من منصبها في جامعة البحرين. رفضت الاستقالة وأقيلت جنبا إلى جنب مع العديد من الموقعين. ومع ذلك عندما تولى الملك حمد الحكم أمر بعفو عام عن جميع السجناء السياسيين والمنفيين وأعيدت فخرو إلى وظيفتها في جامعة البحرين. تم تعيين فخرو من قبل زوجة الملك الشيخة سبيكة بنت إبراهيم آل خليفة في المجلس الاستشاري للمجلس الأعلى للمرأة.

## الانتخابات النيابية 2006
ترشحت فخرو للانتخابات النيابية التي عقدت في البحرين في 25 نوفمبر 2006. نائبة رئيس جمعية العمل الوطني الديمقراطي اليسارية هي المرشحة الوحيدة المدعومة من قبل الجمعية الإسلامية الشيعية جمعية الوفاق الوطني الإسلامية. فخرو واجهت في الدائرة الرابعة بالمحافظة الوسطى في مدينة عيسى صلاح علي عضو جمعية المنبر الوطني الإسلامي الجناح السياسي لجماعة الإخوان المسلمون.
بشأن مسألة حقوق المرأة فقد جادلت فخرو الإسلاميين السنة والشيعة على معارضتهم لقانون موحد يحمي حقوق المرأة ضمن قانون جديد يسمى قانون الأحوال الشخصية. ووصفت تعيينها من قبل الشيخة سبيكة بنت إبراهيم آل خليفة قرينة الملك حمد في المجلس الأعلى للمرأة على أنه بداية تطبيق المجتمع المدني ولكن التطبيق التام سوف يستغرق وقتا طويلا ويجب أن يشمل جميع الجمعيات النسائية.
يوم 22 أكتوبر ذكرت لصحيفة خليج تايمز أن المرشحات في انتخابات 2006 كانوا يتلقون رسائل تهديدات عبر الهاتف المحمول من مجهولين تطالبهن بالانسحاب لتجنب الصدام مع المبادئ الإسلامية. تقدمت فخرو بشكوى لدى المجلس الأعلى للمرأة ووزارة الشؤون الإسلامية حول رسائل التهديد وزعمت أنها قادمة من الدوائر السلفية التي تعارض بشدة مشاركة المرأة. جمعية الأصالة الإسلامية السلفية تعارض ترشح النساء للبرلمان.
وفي الانتخابات النيابية لعام 2010 فقد ترشحت في نفس الدائرة ولكنها خسرت في جولة الإعادة من المرشح الحكومي المستقل عيسى القاضي بعدما حصلت على 3069 صوت من أصل 6974 أي ما نسبته 44.01%.